# Apateizem
Apateizem (apá-teízem) je pojem, ki združuje pojma apatičnost (brezbrižnost) in teizem (vero v boga). Je oblika praktičnega ateizma, ki izvira bodisi iz prepričanja, da o obstoju boga ni mogoče soditi (praktični agnosticizem), ali iz mnenja, da z bogom ali bogovi ni možen razgovor, oziroma, da če že višja bitja obstajajo, ne vplivajo na človeka ali njegovo okolico.
Apateistične izjave zasledimo tudi pri ljudeh, ki so se v vprašanja verovanja poglabljali:
Francoski filozof in urednik slovite Encyclopédije Denis Diderot, je na obtožbe o ateizmu odgovoril, da mu za obstoj boga preprosto ni mar. V nekem pismu Voltairju je zapisal"
| “ | Zelo pomembno je, da ločimo strupeni pegasti mišjak od peteršilja; ni pa pomembno, ali verjamemo v Boga ali ne. | ” |
Jonathan Rauch opisuje apateizem kot »nagnjenje, da nam ni mar za lastno vero ali nevero, in, da nam je še manj mar kaj veruje kdo drug«.